# (9604) Bellevanzuylen
(9604) Bellevanzuylen est un astéroïde de la ceinture principale.

## Description
(9604) Bellevanzuylen est un astéroïde de la ceinture principale. Il fut découvert le 30 décembre 1991 à l'Observatoire de Haute-Provence par Eric Walter Elst. Il présente une orbite caractérisée par un demi-grand axe de 2,41 UA, une excentricité de 0,14 et une inclinaison de 5,4° par rapport à l'écliptique.
L' astéroïde est dédié à Belle van Zuylen née en Pays-Bas, surnommée dans sa jeunesse Belle de Zuylen, née Isabella van Tuyll van Serooskerken, future Isabelle de Charrière (1740 – 1805), est une femme de lettres hollandaise d’expression française. Elle est renommée pour une abondante correspondance avec David-Louis Constant de Rebecque, l'écrivain Benjamin Constant et biographe écossais James Boswell.

## Compléments